# (1718) Namibia
(1718) Namibia ist ein Asteroid des Hauptgürtels, der am 14. September 1942 von Marjy Väisälä, einer Verwandten des Astronomen Yrjö Väisälä, in Turku (Finnland) entdeckt wurde.
Der Asteroid wurde nach dem südwestafrikanischen Land Namibia benannt.